# Handstreich auf Granville
Der Handstreich auf Granville war eine militärische Operation der deutschen Wehrmacht in der Nacht vom 8. auf den 9. März 1945 in der französischen Küstenstadt Granville. Ausgehend von der Kanalinsel Jersey führten etwa 600 deutsche Soldaten auf 13 Booten der Kriegsmarine den Handstreich auf Granville aus, um Vorräte zu erbeuten. Er war die letzte Offensive der Kriegsmarine im Zweiten Weltkrieg.

## Vorgeschichte
Während des Krieges hatte die deutsche Besatzung nach der alliierten Landung in Nordfrankreich Granville am 31. Juli 1944 geräumt. Danach richteten die Alliierten im Ort ein Kriegsgefangenenlager ein. Im Dezember 1944 entkamen fünf deutsche Kriegsgefangene aus dem Lager, entwendeten ein amerikanisches Landungsboot und flüchteten auf die von deutschem Militär besetzte Kanalinsel Jersey. Dort wurden sie als Helden empfangen und berichteten, dass im Hafen von Granville Kohle umgeschlagen wird. Auf den Kanalinseln war der deutschen Besatzung die zum Betrieb ihrer Schiffe notwendige Kohle nahezu ausgegangen. Auch Lebensmittel waren für die rund 30.000 auf den Kanalinseln stationierten Soldaten der 319. Infanterie-Division knapp geworden, da sie von jeder Zufuhr abgeschnitten waren.
Im März 1945 war Vizeadmiral Friedrich Hüffmeier neuer Festungskommandant der Kanalinseln geworden. Er befahl den Überfall auf Granville, um die benötigten Vorräte zu beschaffen und die Moral seiner Garnison wiederherzustellen. An der Planung war unter anderem Kapitänleutnant Armin Zimmermann maßgeblich beteiligt, der von 1972 bis 1976 im Dienstgrad Admiral als Generalinspekteur der Bundeswehr amtierte.
Ein erster Versuch eines Überfalls in der Nacht vom 6. zum 7. Februar 1945 wurde wegen schlechten Wetters und der Entdeckung durch ein U-Jagd-Boot der US Navy abgebrochen.

## Ablauf

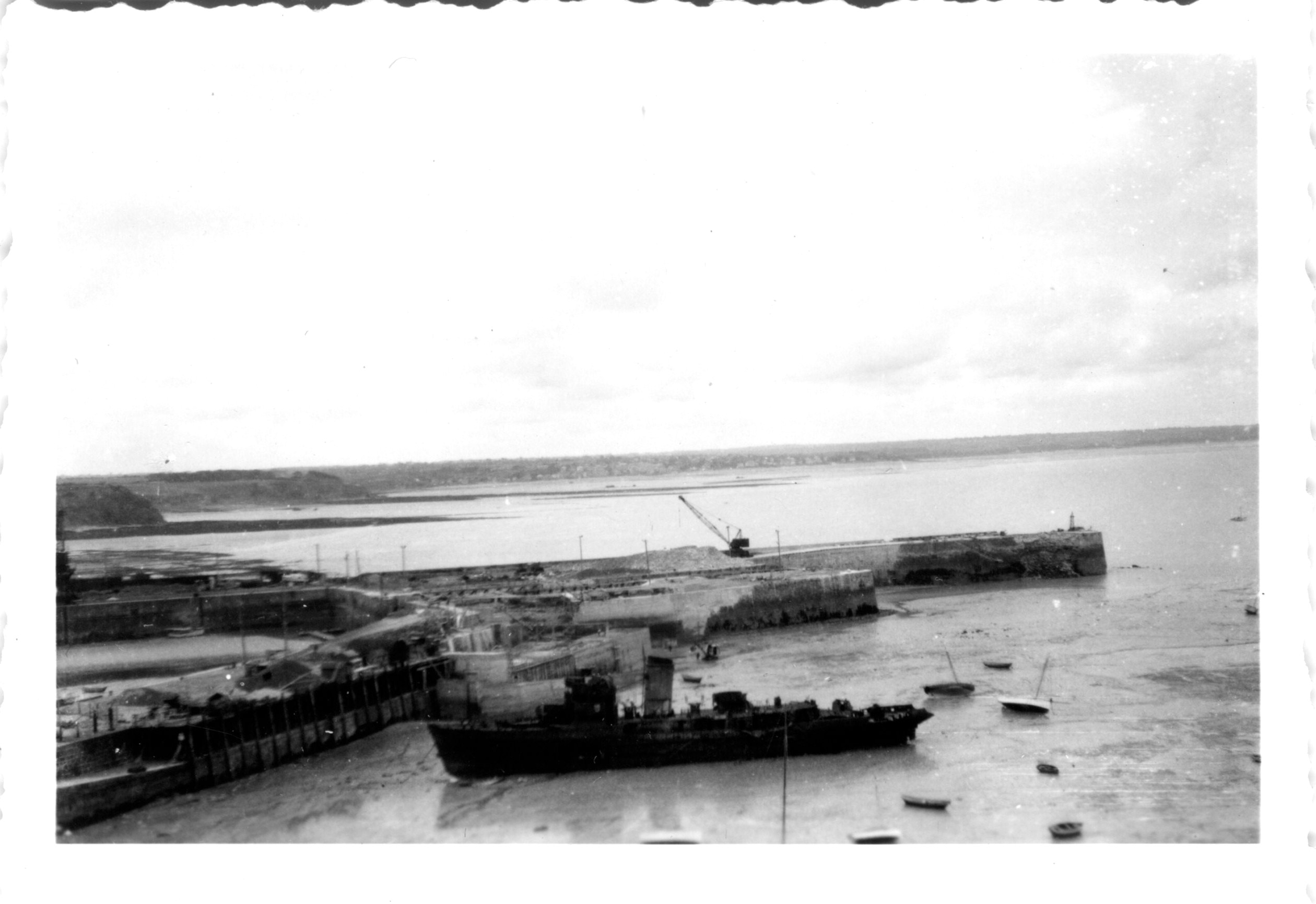
Wrack eines deutschen Minensuchboots (M-412?) vor Granville (1948)

Das Unternehmen führte Kapitänleutnant Carl-Friedrich Mohr an. Zu seinem Verband gehörten vier große Minensuchboote der M-Klasse (M-412, M-432, M-442, M-459), drei Marinefährprahme mit 8,8-cm-Kanonen, drei kleine Hafenschutzboote (FK 01, FK 04, FK 56), zwei kleine Minenräumboote Typ R und ein Seeschlepper. An Bord waren insgesamt etwa 600 Heeres- und Marinesoldaten, darunter 150 Mann als Überfall-Kommandos für Granville.
Die Absicht bestand darin, die Infrastruktur im 60 km von Jersey entfernten Hafen von Granville zu zerstören, Schiffe zu versenken sowie Versorgungsdampfer zu kapern und Gefangene zu befreien. Das Unternehmen war riskant, da die Alliierten die See- und Luftherrschaft innehatten.
Der Angriff ereignete sich zur Nachtzeit und dauerte rund eine Stunde an. Außerhalb des Hafens griffen die deutschen Schiffe ein amerikanisches U-Jagd-Boot an, wobei 14 Angehörige der US Navy getötet wurden.
Im Hafen von Granville zerstörten die Angreifer Installationen wie Ladekräne und versenkten Schiffe. Sie wurden von 55 kriegsgefangenen Deutschen unterstützt, die zum Zeitpunkt des Angriffs im Hafen arbeiteten. Im Ort drangen die deutschen Angreifer in ein Hotel ein, in dem sich neun US-Offiziere befanden. Zwei US-Marineinfanteristen, die sich den Deutschen widersetzten, wurden dabei getötet. Ein Offizier und fünf Soldaten der Royal Navy wurden ebenfalls getötet. Einigen Quellen zufolge nahmen die Deutschen 30 alliierte Soldaten als Gefangene auf die Kanalinseln mit.
Beim Rückzug der Deutschen war die Flut so niedrig, dass nur ein gekaperter Kohlefrachter auf die Kanalinseln gebracht werden konnte. Die im Hafen angetroffenen kriegsgefangenen Deutschen wurden ebenfalls mitgenommen. Ein deutscher Minensucher (M-412) lief bei Niedrigwasser im Hafen von Granville auf Grund und wurde gesprengt. Insgesamt forderte der Angriff den Tod von 22 alliierten und sechs deutschen Soldaten.
Dem das Unternehmen führenden Carl-Friedrich Mohr wurde am 13. März 1945 das Ritterkreuz des Eisernen Kreuzes verliehen. Ein weiterer Bootskommandant erhielt am 21. März 1945 das Ritterkreuz.
Ein weiterer Überfall war für den 7. Mai 1945 geplant, doch Admiral Karl Dönitz befahl Friedrich Hüffmeier, keine weiteren Angriffsoperationen kurz vor Kriegsende durchzuführen.